# Saint-Pal-de-Senouire
 Saint-Pal-de-Senouire  es una población y comuna francesa, situada en la región de Auvernia, departamento de Alto Loira, en el distrito de Brioude y cantón de La Chaise-Dieu.

## Demografía
| 300 | 268 | 217 | 174 | 143 | 118 |
| Para los censos de 1962 a 1999 la población legal corresponde a la población sin duplicidades (Fuente: INSEE [Consultar]) |     |     |     |     |     |